# Paus Felix III (IV)
Felix III (IV), ook wel Felix III of Felix IV (Samnium (Apennijnen), geboortedatum onbekend - sterfplaats onbekend, 22 september 530) was de 54ste paus van de Rooms-Katholieke Kerk. Hij regeerde van 12 juli 526 tot aan zijn dood in 530. Omdat er in 355 een tegenpaus is geweest die de naam Felix II gebruikte, is deze Felix IV in werkelijkheid de derde Felix in de officiële lijn van pausen.
Voor theologen is hij vooral bekend omwille van zijn steun aan bisschop Caesarius van Arles tegen de zogenaamde semi-pelagianen, een groep dissidente christenen die voorhielden dat de eerste stap naar verlossing een vrijwillige keuze is, een daad van menselijke vrijheid dus, en niet de genade, ook al is deze nodig om ook daadwerkelijk verlost te worden. De genadeleer van Felix III (IV), grotendeels ontleend aan Augustinus († 430), werd in juli 529 aanvaard door de zogenaamde Tweede Synode van Orange.
Ook de manier waarop hij afstand deed van zijn pontificaat is opmerkelijk. Toen hij zijn einde voelde naderen, riep hij zijn gehele gevolg rond zijn sterfbed en gaf de opdracht om zijn aartsdiaken Bonifatius tot zijn opvolger aan te stellen. Dat zou hij gedaan hebben uit vrees voor ernstige onenigheid na zijn dood. Hij gaf aan Bonifatius zijn pallium, op voorwaarde dat hij het bij een eventuele genezing zou terugkrijgen. Felix III (IV) had een afschrift van zijn beslissing naar het koninklijk hof te Ravenna gestuurd, maar de senaat gaf een edict uit, waarin discussie over de opvolging van een paus voortaan verboden werd zolang deze nog in leven was, laat staan de aanstelling van zijn opvolger. Na zijn dood leidde dit tot een schisma, waarop Dioscurus tot tegenpaus uitgeroepen werd.
Felix III (IV) heeft twee voorchristelijke tempels laten ombouwen tot basiliek gewijd aan Cosmas en Damianus. Er is van hem een mozaïekportret bewaard, dat beschouwd mag worden als de oudst bewaarde afbeelding van een paus uit zijn eigen tijd. Na zijn dood werd hij bijgezet in het portaal van de Sint-Pietersbasiliek. Hij werd heilig verklaard en zijn feestdag viel op 30 januari, nu op 12 oktober.